# Camarões na Copa do Mundo FIFA de 2002
| Camarões 20º lugar (eliminado na primeira fase) | Camarões 20º lugar (eliminado na primeira fase) |
| ----------------------------------------------- | ----------------------------------------------- |
| \| Oficial \| Alternativo \|                    |                                                 |
| Associação                                      | FECAFOOT                                        |
| Confederação                                    | CAF                                             |
| Participação                                    | 3ª                                              |
| Melhor resultado                                | 7º lugar (1990)                                 |
| Treinador                                       | Winfried Schäfer                                |
| Oficial                                         | Alternativo                                     |

A Seleção Camaronesa de Futebol participou pela quinta vez da Copa do Mundo FIFA (a quarta consecutiva) depois de se classificar em primeiro lugar no Grupo A da fase final da fase final das eliminatórias africanas, que teve ainda Angola (13 pontos), Zâmbia (!1 pontos), Togo (9 pontos) e Líbia (2 pontos). Os Leões Indomáveis venceram 8 jogos (contabilizando as 2 vitórias sobre a Somália, na primeira fase), um empate (contra o Togo) e uma derrota (para Angola), marcaram 20 gols (6 na fase inicial e 14 na segunda fase) e sofreram apenas 4. Patrick Mboma foi o artilheiro da equipe nas eliminatórias, com 5 gols.

## A polêmica do uniforme sem mangas
Durante a campanha do título na Copa Africana de Nações, a seleção camaronesa chamou a atenção por usar uma camisa sem mangas, conhecida como sleeveless (apenas as camisas de goleiro mantinham o formato original). Produzida pela Puma, a camisa foi inspirada no basquete (a diferença era na espessura das mangas) e, segundo a empresa, era uma tentativa de refrescar os jogadores.
Porém, a FIFA decidiu que Camarões não poderia usar a camisa sem mangas na Copa do Mundo, sob a alegação de que o uniforme não estava nas regras - o porta-voz da entidade, Keith Cooper, afirmou ainda:
Camarões e Puma aceitaram a decisão da FIFA, mas a empresa decidiu colocar 2 mangas postiças.

## Jogadores convocados
Após cair na primeira fase nas Copas de 1994 e 1998, Camarões teve 3 treinadores durante a campanha de classificação (Pierre Lechantre, Robert Corfou e Jean-Paul Akono, que levou os Leões Indomáveis à medalha de ouro nas Olimpíadas de 2000), e em novembro de 2001, foi anunciada a contratação de Winfried Schäfer, ex-jogador de Borussia Mönchengladbach, Kickers Offenbach e Karlsruher.
Após a aposentadoria de François Omam-Biyik, que defendeu a seleção nas 3 Copas anteriores, o único remanescente da Copa de 1990 foi o goleiro Jacques Songo'o, então com 38 anos e estava em final de carreira. Rigobert Song, Raymond Kalla, Pierre Womé, Salomon Olembé, Joseph-Désiré Job e Samuel Eto'o foram os outros jogadores que atuaram em 1994 e 1998 lembrados por Schäfer, além da volta do volante Marc-Vivien Foé, ausente nesta última por estar lesionado. Jean Dika-Dika, que fez parte do elenco campeão da Copa Africana, foi esquecido pelo técnico alemão, e outros jogadores ficaram de fora da lista final, como Souleymanou Hamidou, Patrice Abanda, Michel Pensée, Jerry-Christian Tchuissé, Joseph Elanga, Modeste M'bami (autor do gol que eliminou o Brasil nas Olimpíadas de 2000), Guy Feutchine, Bernard Tchoutang e Francis Kioyo.
| Número | Jogador              | Posição       | Clube            |
| ------ | -------------------- | ------------- | ---------------- |
| 1      | Alioum Boukar        | Goleiro       | Samsunspor       |
| 16     | Jacques Songo'o      | Goleiro       | Metz             |
| 22     | Idriss Carlos Kameni | Goleiro       | Le Havre         |
|        |                      |               |                  |
| 2      | Bill Tchato          | Defensor      | Montpellier      |
| 3      | Pierre Womé          | Defensor      | Bologna          |
| 4      | Rigobert Song        | Defensor      | Köln             |
| 5      | Raymond Kalla        | Defensor      | Extremadura      |
| 6      | Pierre Njanka        | Defensor      | Strasbourg       |
| 8      | Geremi Njitap        | Defensor      | Real Madrid      |
| 13     | Lucien Mettomo       | Defensor      | Manchester City  |
|        |                      |               |                  |
| 7      | Joseph Ndo           | Meio-campista | Al-Khaleej       |
| 12     | Lauren               | Meio-campista | Levante          |
| 14     | Joël Epalle          | Meio-campista | Panachaiki       |
| 15     | Nicolas Alnoudji     | Meio-campista | Rizespor         |
| 17     | Marc-Vivien Foé      | Meio-campista | Lyon             |
| 19     | Eric Djemba-Djemba   | Meio-campista | Nantes           |
| 20     | Salomon Olembé       | Meio-campista | Nantes           |
| 23     | Daniel Ngom Kome     | Meio-campista | Numancia         |
|        |                      |               |                  |
| 9      | Samuel Eto'o         | Atacante      | Mallorca         |
| 10     | Patrick Mboma        | Atacante      | Sunderland       |
| 11     | Pius N'Diefi         | Atacante      | Sedan            |
| 18     | Patrick Suffo        | Atacante      | Sheffield United |
| 21     | Joseph-Désiré Job    | Atacante      | Metz             |

## Desempenho

### Empate contra a Irlanda
Sorteada no grupo E, com Alemanha, Arábia Saudita e Irlanda  a Seleção Camaronesa iniciou a campanha empatando por 1 a 1 com os irlandeses. Com Eto'o e Mboma partindo para cima dos zagueiros Gary Breen e Steve Staunton, os Leões abriram o placar aos 39 minutos, depois que o então jogador do Mallorca fez boa jogada na ponta-direita e mandou a bola para o centro da área, permitindo que Mboma apenas tocasse a bola para as redes de Shay Given.
Com a entrada de Jason McAteer na vaga de Steve Finnan, a Irlanda reagiu e pressionou o gol de Alioum Boukar (reserva de Songo'o na Copa de 1998). Após Geremi perder um gol certo aos 51 minutos da segunda etapa, Matt Holland empatou o jogo no minuto seguinte e foi em busca da virada. Aos 63 minutos, depois de cruzamento de Breen, Song se atrapalhou e recuou a bola para Boukar, gerando reclamações dos irlandeses de que poderia ter ocorrido um recuo intencional, mas o árbitro japonês Toru Kamikawa deixou o jogo seguir. O empate por 1 a 1 deixou Winfried Schäfer decepcionado, ao contrário de Mick McCarthy.

### Vitória sobre a Arábia Saudita
Apesar da goleada de 8 a 0 da Alemanha sobre a Arábia Saudita, os camaroneses não se importavam com o resultado e que não pretendiam bater o recorde, na opinião de Geremi, que alegou que "os prognósticos não eram a favor" da seleção.
O único gol do jogo foi marcado aos 19 minutos do segundo tempo, após passe de Geremi para Eto'o, que tocou na saída de Mohamed Al-Deayea e balançou as redes pela primeira vez na Copa. Esta foi a primeira vitória de Camarões no torneio desde 1990, quando derrotou a Colômbia por 2 a 1, mas a situação ainda era complicada, pois dependia do resultado do jogo entre Irlanda e Arábia Saudita na última rodada.

### Derrota e eliminação
Precisando vencer a Alemanha, o capitão Song afirmou que Camarões precisava se inspirar em Serena Williams para conquistar a classificação às oitavas, enquanto Geremi falou que a seleção jogaria para derrotar a Mannschaft. Schäfer ainda reclamou da decisão da FIFA de mudar o horário do treino na véspera do jogo, classificando o ato como "um desrespeito às seleções africanas".
A partida foi marcada pela violência das 2 equipes, rendendo 14 cartões amarelos e as expulsões de Carsten Ramelow e Patrick Suffo. O zagueiro alemão levou cartão vermelho aos 40 minutos da primeira etapa, depois de entrada violenta sobre Eto'o, mas a Alemanha abriu o placar aos 5 do segundo tempo, com Marco Bode. Na tentativa de virar o jogo para se classificar, Camarões praticamente deu adeus às chances quando Suffo parou com força um contra-ataque, enquanto Miroslav Klose marcou seu quinto gol na Copa (o quarto de cabeça) após cruzamento de Michael Ballack. Depois do jogo, o técnico alemão Rudi Völler admitiu que a expulsão de Ramelow foi decisiva para a vitória de seu país, enquanto Schäfer creditou o resultado a Oliver Kahn, falando que vencê-lo "era um grande problema".

## Pós-campanha
Com a eliminação de Camarões, Songo'o (que não entrou em campo) foi o único jogador do elenco a encerrar sua carreira internacional após a Copa, embora seu último jogo pelos Leões Indomáveis tivesse ocorrido em maio de 2002. Entre os jogadores de linha, Alnoudji e Ndo não voltaram a ser convocados e Lauren anunciou sua aposentadoria da seleção em dezembro, com apenas 25 anos
Durante a Copa das Confederações de 2003, Marc-Vivien Foé (um dos 7 jogadores que atuaram todos os minutos na participação camaronesa na Copa do Mundo) morreu após cair no gramado do Stade de Gerland durante o jogo contra a Colômbia, sendo o primeiro jogador de seu país a ter falecido após jogar uma Copa - os outros foram Simon Tschobang (2007), Théophile Abega (2012), Louis-Paul Mfédé (2013), Charles Toubé (2016), Benjamin Massing (2017), Elie Onana (2018), Ephrem Mbom e Stephen Tataw (ambos em 2020).